# Vladyslav Šaraj
Vladuslav Hennadijovyč Šaraj (in ucraino Владислав Геннадійович Шарай?; Romny, 25 maggio 1997) è un calciatore ucraino, centrocampista del Veres Rivne.

## Carriera
Cresicuto nelle giovanili del Knyaža Ščaslyve, passa successivamente all'Olimpik Donec'k, che tra il 2017 e il 2018 lo manda in prestito dapprima all'Avanhard Kramators'k, poi al Sumy.
Nel 2019 viene acquistato dall'Al'jans Lypova Dolyna, rimanendovi per due stagioni, giocando da titolare.
Nel 2021 viene acquistato dall'Inhulec', con cui esordisce nella massima serie ucraina. La stagione successiva firma per il Veres Rivne.

## Palmarès

### Individuale
- Capocannoniere della Coppa d'Ucraina: 1

2019-2020 (4 reti)